# Howard Fast
Howard Melvin Fast (11. listopadu 1914 New York – 12. března 2003, Greenwich, Connecticut) byl americký spisovatel, scenárista a publicista. Psal především historické romány, biografie a dramata, v pozdějším období pak komerční literaturu pod pseudonymy E. V. Cunningham a Walter Ericson. Byl přesvědčeným socialistou a jeho názory se promítaly v literární tvorbě s politickými tématy.

## Život
Narodil se v chudé židovské rodině (jeho otec pocházel z Ukrajiny a jmenoval se původně Fastovskij). Od dětství cestoval po Americe a živil se různými nekvalifikovanými profesemi, přitom se sám vzdělával.  Byl náruživým čtenářem, navštěvoval knihovny a získal přehled o dějinách, znal dobře anglickou gramatiku. Po přečtení románu Jacka Londona The Iron Heel (Železná pata) se stal socialistou.  V roce 1931 absolvoval střední školu a prodal svou první povídku.
V osmnácti letech vydal svůj první román Two Valleys (Dvě údolí) a stal se profesionálním spisovatelem. Věnoval se především námětům z americké historie a ve svých prózách popisoval hrdinství obyčejných Američanů v boji za svobodu.  Fast zastával levicové názory a velké množství jeho románů se zabývalo politickými tématy. Rychle za sebou vydal několik románů, které dosáhly miliónových nákladů. Patří mezi ně jeho čtvrtá kniha  Conceived in Liberty (Zrozeni svobodou, 1939) odehrávající se během americké války za nezávislost, fiktivní životopis Thomase Paina (Občan Tom Paine, 1943) nebo kniha Freedom Road (Cesta svobody, 1944),  v níž se zabýval osudy černých otroků osvobozených po občanské válce. 
V roce 1937 se oženil, během manželství se mu narodily dvě děti. Manželka zemřela v roce 1994. 
Za druhé světové války pracoval  v úřadu pro válečné informace, poté byl zahraničním zpravodajem pro časopisy Esquire a Coronet. V roce 1943 vstoupil do Komunistické strany Spojených států amerických a psal pro její noviny Daily Worker.  Dekádu po druhé světové válce se pohyboval ve vyšších vrstvách mezinárodního antifašismu a komunistické propagandy. Přátelil se s levicovými spisovateli jako Pablo Neruda, Boris Polevoj, Alexandr Fadějev, v Paříži se v roce 1949 setkal s Pablem Picassem.
V roce 1950 byl vyšetřován Výborem pro neamerickou činnost a když odmítl vypovídat, byl odsouzen k tříměsíčnímu vězení. Jeho knihy byly vyřazeny z knihoven, velká nakladatelství s ním přestala spolupracovat.  Založil proto v roce 1952 vlastní firmu Blue Heron Press, kde vydal i svůj nejúspěšnější román Spartakus.  Vydával i publicistické práce, které byly shrnuty ve sborníku Inteligence v boji za mír (1949) a kritické eseje Literatura a skutečnost (1950). Napsal pojednání o případu Sacca a Vanzettiho. V roce 1952 neúspěšně kandidoval do Kongresu za American Labor Party. V Sovětském svazu a dalších zemích východního bloku byl Fast v té době velmi populární. V roce 1953 mu  byla udělena Stalinova cena míru. Ve druhé polovině 50. let se od komunismu odklonil, což vysvětlil rozčarováním z odhalení Stalinových zločinů a ze sovětské intervence v Maďarsku. V roce 1957 z komunistické strany vystoupil a svou deziluzi zpracoval v pojednání The Naked God (Nahý Bůh). 
V roce 1960 odešel Fast do Hollywoodu a stal se scenáristou. Podle jeho námětů vznikly filmy Spartakus, Podzim Čejenů, Man In the Middle, Přelud, Jednadvacet hodin v Mnichově, The Immigrants a Dubnové ráno a seriály The Lives of Benjamin Franklin a How the West Was Won. Pod pseudonymem EV Cunningham napsal několik thrillerů, v nichž vystupuje japonsko-americký detektiv. V roce 1977 vydal  první ze šestidílné série románů o  rodině Lavettových, mapující životní příběh několika generací přistěhovalců. 
Svůj život popsal v autobiografii Being Red (1990). Jeho poslední román Greenwich vyšel v roce 2000. Spisovatelem se stal i jeho syn Jonathan Fast. V roce 1999 se oženil s Mercedes O'Connor, která přivedla do manželství tři děti.  
Fast zemřel 12. března 2003 ve svém domě v Old Greenwich, Connecticut. 